# Jacobiasca rogata
Jacobiasca rogata är en insektsart som beskrevs av Irena Dworakowska 1977. Jacobiasca rogata ingår i släktet Jacobiasca och familjen dvärgstritar. Inga underarter finns listade i Catalogue of Life.